# Czapla rafowa
Czapla rafowa (Egretta gularis) – gatunek dużego ptaka z rodziny czaplowatych (Ardeidae). Nie jest zagrożony.

## Taksonomia
Gatunek ten jako pierwszy opisał Louis Augustin Guillaume Bosc w 1792 roku, nadając mu nazwę Ardea gularis. Holotyp pochodził znad rzeki Senegal. Obecnie czapla rafowa umieszczana jest w rodzaju Egretta. Takson ten często bywał łączony w jeden gatunek z czaplą nadobną (E. garzetta); czasami dochodzi do hybrydyzacji między nimi.

## Podgatunki i zasięg występowania
Międzynarodowy Komitet Ornitologiczny (IOC) wyróżnia 2 podgatunki (2021):
- czapla rafowa[6] (Egretta gularis gularis) – wybrzeże zachodniej Afryki, od Mauretanii po Gabon[2]
- czapla arabska[6] (Egretta gularis schistacea) – wybrzeże wschodniej Afryki, po Morze Czerwone, Zatoka Perska oraz zachodnie, południowe i południowo-wschodnie Indie, w zimie również Sri Lanka[2]

Niektórzy autorzy za podgatunek czapli rafowej uznają czaplę zmienną, zamieszkującą Madagaskar i sąsiednie wyspy, inni uznają ją za podgatunek czapli nadobnej (E. g. dimorpha) lub odrębny gatunek (E. dimorpha).

## Morfologia
Długość ciała 55–65 cm, rozpiętość skrzydeł 86–104 cm, masa ciała 280–710 g. Brak wyraźnie zaznaczonego dymorfizmu płciowego, za to stwierdza się polimorfizm – ten gatunek prezentuje dwa typy upierzenia, biały i szary (zdarzają się także typy pośrednie). Białe osobniki są podobne do czapli nadobnej, mają jednak grubszy dziób i nogi. Szare osobniki trudno pomylić z innym gatunkiem z rodzaju Egretta.

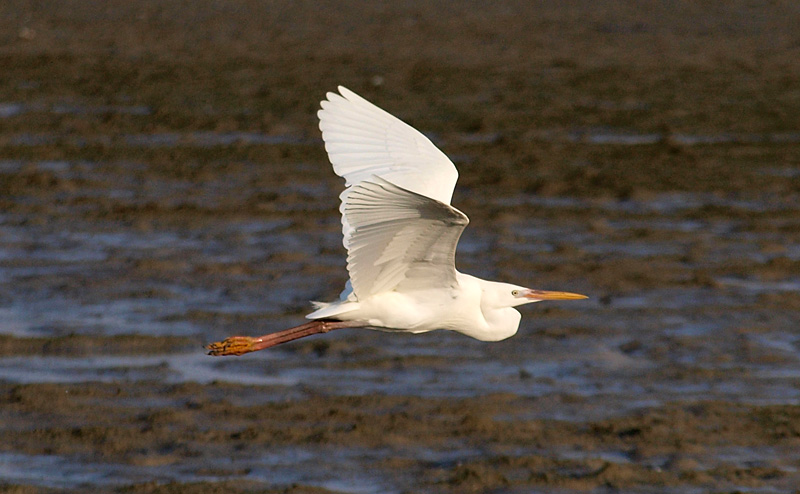
Upierzenie białe
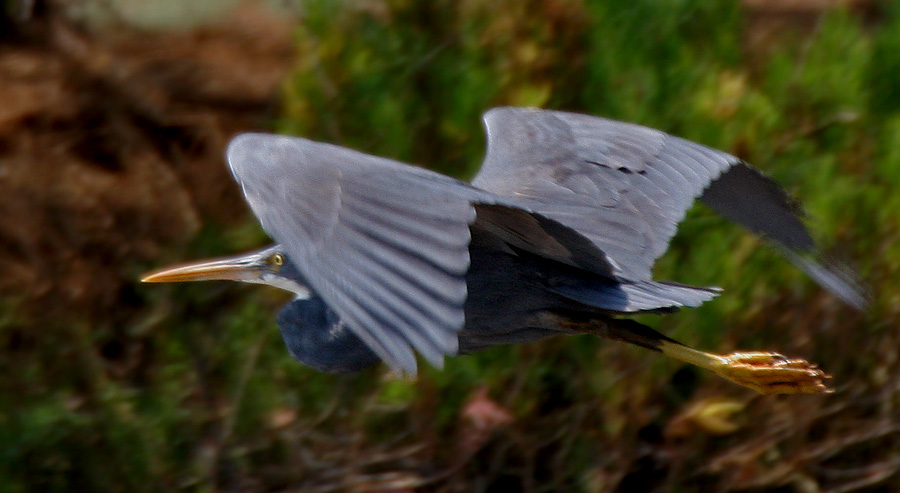
Upierzenie szare
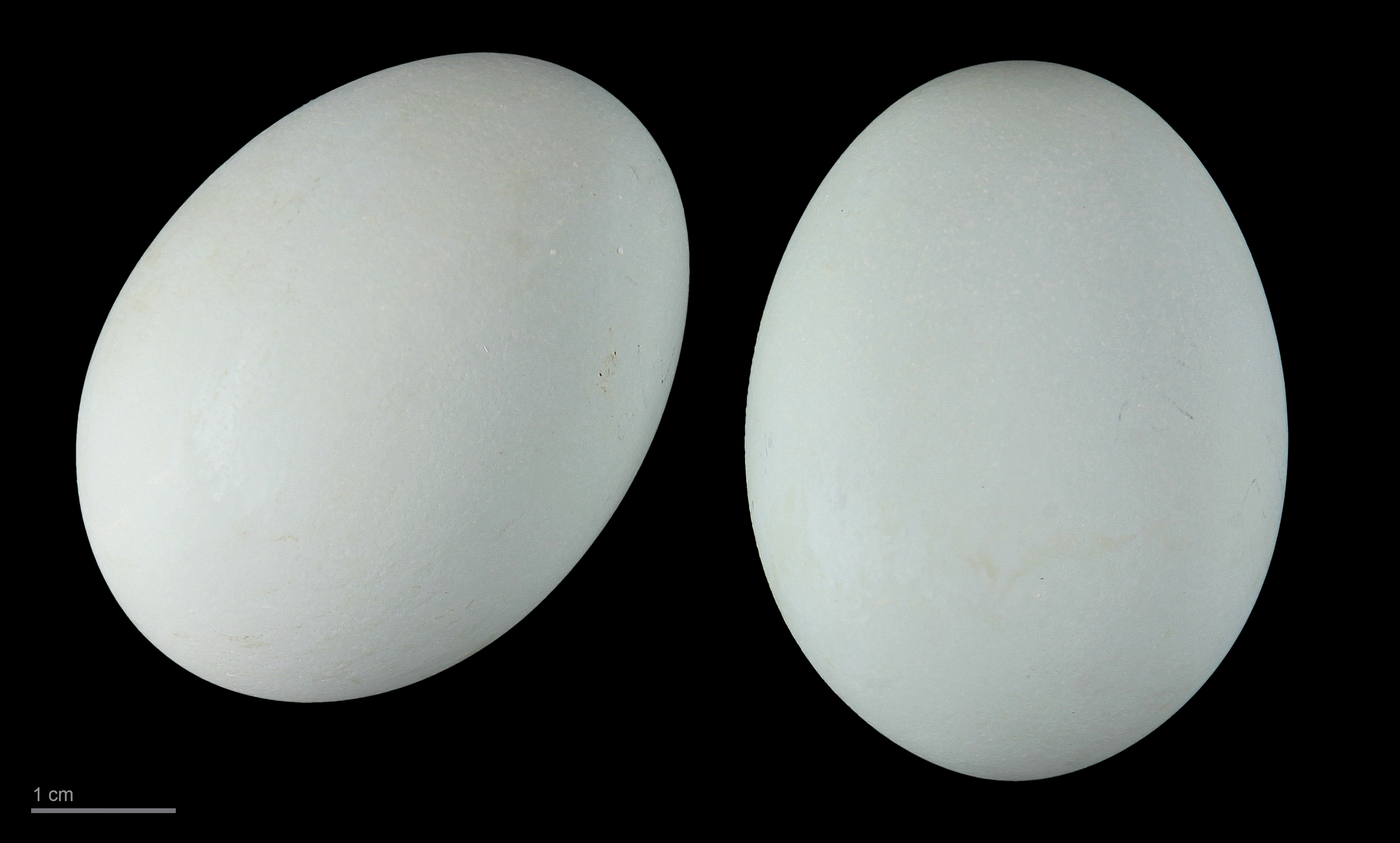
Jaja z kolekcji muzealnej

## Ekologia i zachowanie
Środowiskiem życia czapli rafowej są kamieniste lub piaszczyste wybrzeża i rafy, ale odwiedza również inne nadbrzeżne środowiska, jak estuaria, połacie mułu, słone mokradła i namorzyny. Nocą ptaki te odpoczywają w grupach liczących do 1000 osobników. Poza sezonem lęgowym żeruje samotnie, niekiedy w grupach. Pożywia się zwykle w dzień, przy odpowiednich pływach może to robić i nocą. Pożywieniem czapli rafowych są głównie ryby, skorupiaki i mięczaki, ale zjada również prostoskrzydłe, larwy i dżdżownice. Głosem nie różni się od czapli nadobnej (E. garzetta).

### Lęgi
Okres lęgowy przedstawicieli podgatunku E. g. gularis trwa od kwietnia do lipca lub października, a u ptaków z podgatunku E. g. schistacea od lutego do października. Gniazdo stanowi platforma z patyków i wodorostów, umieszczona na ziemi, w trzcinowisku, w krzewach lub (w namorzynach) na drzewie, do 20 m nad ziemią. U ptaków badanych na wyspie Nakhiloo (administracyjnie należy do Iranu) najczęściej w zniesieniu były 3 jaja, ale odnotowano ich ogółem od 1 do 5 w zniesieniu. Ich masa wynosiła przeciętnie 27,38 ± 0,09 g, a wymiary – 47,02 ± 0,16 mm na 34,12 ± 0,08 mm. Ich skorupka była najczęściej jasnoniebieska, rzadziej jasnozielona lub biała. Poprzedni autorzy wzmiankowali wymiary jaj 44×32 mm u przedstawicieli podgatunku nominatywnego oraz 44,9×34,3 mm u reprezentantów E. g. gularis. Inkubacja u badanych na wyspie ptaków trwała 22–25 dni, ogółem okres inkubacji może wynosić od 20 do 25 dni. Wysiadują oba ptaki z pary, od momentu złożenia ostatniego jaja. W zbadanych 47 gniazdach z Nakhiloo wykluło się 62,1% piskląt (ważyły po wykluciu średnio 22,19 ± 0,61 g), a do wieku młodocianego dożyło 74,7% młodych. Pisklęta opuszczają gniazdo po blisko 30 dniach życia.

## Status
Międzynarodowa Unia Ochrony Przyrody (IUCN) uznaje czaplę rafową za gatunek najmniejszej troski (LC, Least Concern). Globalny trend liczebności populacji uznawany jest za stabilny, choć trend niektórych populacji nie jest znany. IUCN traktuje czaplę zmienną (E. (g.) dimorpha) jako podgatunek czapli rafowej.